# Sở Lệ vương
Sở Lệ vương (楚厲王, trị vì: 757 TCN-741 TCN), tức Sở Phần Mạo (楚蚡冒), tên thật là Hùng Thuận (熊眴), là vị vua thứ 19 của nước Sở - chư hầu nhà Chu trong lịch sử Trung Quốc.
Ông là con trai trưởng của Sở Tiêu Ngao, vị vua thứ 18 của nước Sở. Năm 758 TCN, Sở Tiêu Ngao mất, Hùng Thuận lên nối ngôi.
Thời Phần Mạo làm vua, ở nước Sở có người thợ ngọc họ Hòa tìm được ngọc quý mang dâng. Sở Phần Mạo xem hòn ngọc cho là ngọc xấu, bèn phạt chặt chân người thợ ngọc họ Hòa.
Năm 741 TCN, ông qua đời, ở ngôi 17 năm. Em ông là Hùng Thông lên nối ngôi. Năm 704 TCN, Hùng Thông xưng vương, truy tôn ông là Sở Lệ vương.
Ngoài ra theo ghi chép trong Tả truyện ông tên là Hùng Suất (熊帅), con Sở Nhược Ngao, lên ngôi sau khi cha qua đời và sau khi mất thì con là Sở Tiêu Ngao kế vị.